# Закар-Бэй (гидроаэропорт)
Гидроаэропорт Закар-Бэй (англ. Zachar Bay Seaplane Base), (ИАТА: KZB) — гражданский коммерческий гидроаэропорт, расположенный в населённом пункте Закар-Бэй (Аляска), США.